# Quảng Ngãi
Quảng Ngãi è una città del Vietnam, capoluogo della provincia di Quang Ngai.